# Université Gonzaga
Pour les articles homonymes, voir Gonzaga (homonymie).
L’université Gonzaga (Gonzaga University en anglais), est une institution universitaire privée Jésuite à Spokane dans l'État de Washington aux États-Unis. Elle a été fondée par la Compagnie de Jésus, en la personne du père Giuseppe Cataldo, et placée sous la protection du jeune saint jésuite Louis de Gonzague (1568-1591).

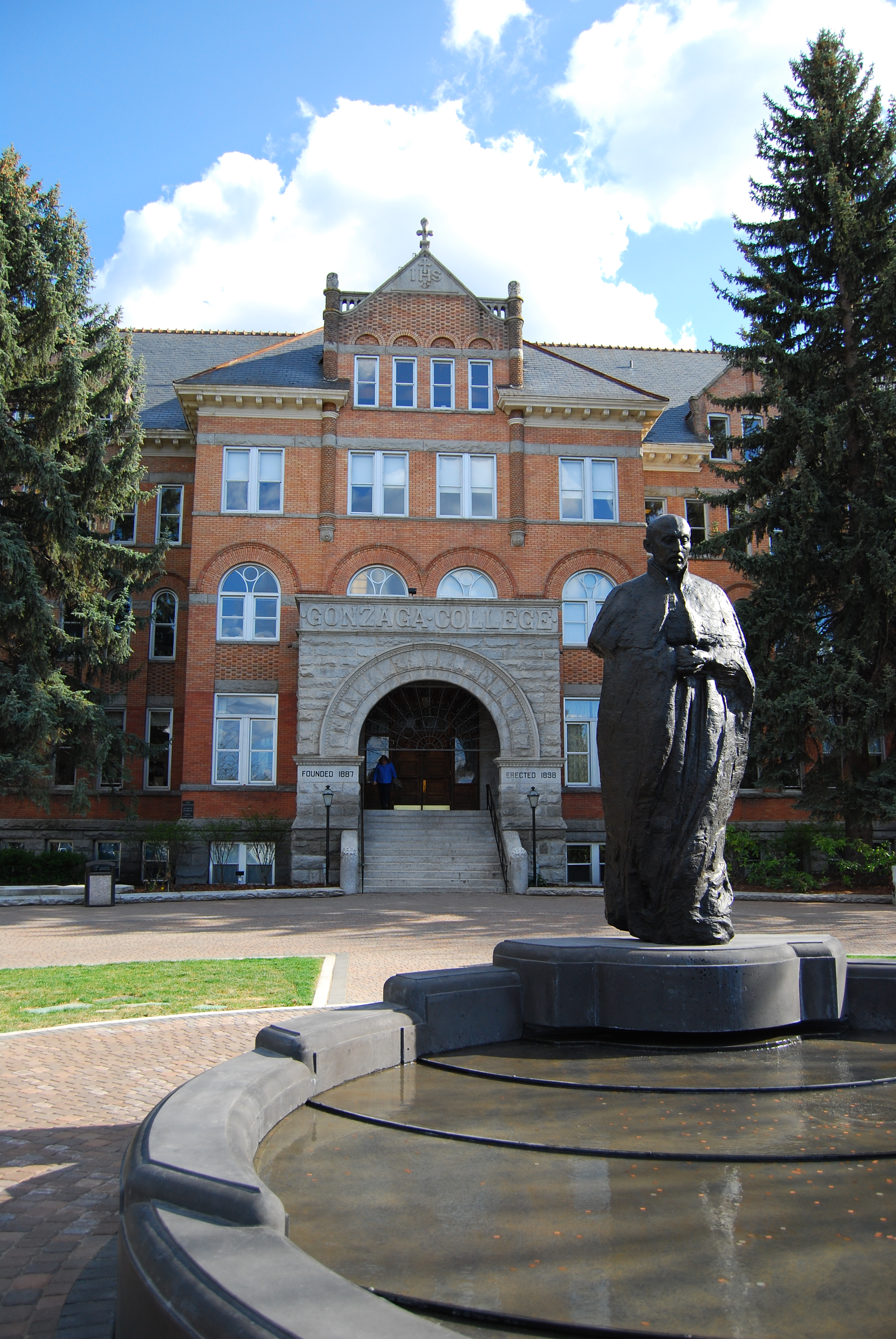
Entrée principale de l'université Gonzaga (avec une statue de saint Ignace de Loyola).

Les Bulldogs de Gonzaga représentent l'université dans les compétitions sportives.

## Personnalités liées à l'université

### Étudiants
- Joël Ayayi, joueur français de basket-ball
- Michael Barber S.J., évêque d'Oakland
- João Paulo Batista, joueur brésilien de basket-ball
- Jason Bay, joueur canadien de baseball
- Brian Ching, footballeur américain
- Brandon Clarke, joueur canadien de basket-ball
- Zach Collins, joueur américain de basket-ball
- Bing Crosby, chanteur et acteur américain
- Austin Daye, joueur américain de basket-ball
- Dan Dickau, joueur américain de basket-ball
- Guy Edi, joueur ivoirien de basket-ball
- Christine Gregoire, gouverneur de l'État de Washington de 2005 à 2013
- Sonja Greinacher, joueuse allemande de basket-ball
- Rui Hachimura, joueur japonais de basket-ball
- Elias Harris, joueur allemand de basket-ball
- Chet Holmgren, joueur américain de basket-ball
- Przemysław Karnowski, joueur polonais de basket-ball
- Corey Kispert, joueur américain de basket-ball
- Jean-Claude Lefebvre, joueur français de basket-ball
- Christopher Loeak, président de la République des îles Marshall (janvier 2012) [1].
- Adam Morrison, joueur américain de basket-ball
- Andrew Nembhard, joueur canadien de basket-ball
- Kelly Olynyk, joueur canadien de basket-ball
- John Rillie, joueur australien de basket-ball
- Paul Rogers, joueur australien de basket-ball
- Domantas Sabonis, joueur lituanien de basket-ball
- Robert Sacre, joueur canadien de basket-ball
- Robert Spitzer, jésuite et président de l'université
- John Stockton, joueur américain de basket-ball
- Julian Strawther, joueur américano-portoricain de basket-ball
- Jalen Suggs, joueur américain de basket-ball
- Killian Tillie, joueur français de basket-ball
- Drew Timme, joueur américain de basket-ball
- Yórgos Tróntzos, joueur grec de basket-ball
- Ronny Turiaf, joueur français de basket-ball
- Courtney Vandersloot, joueuse américaine-hongroise de basket-ball
- Nigel Williams-Goss, joueur américain de basket-ball